# Кеммельберг

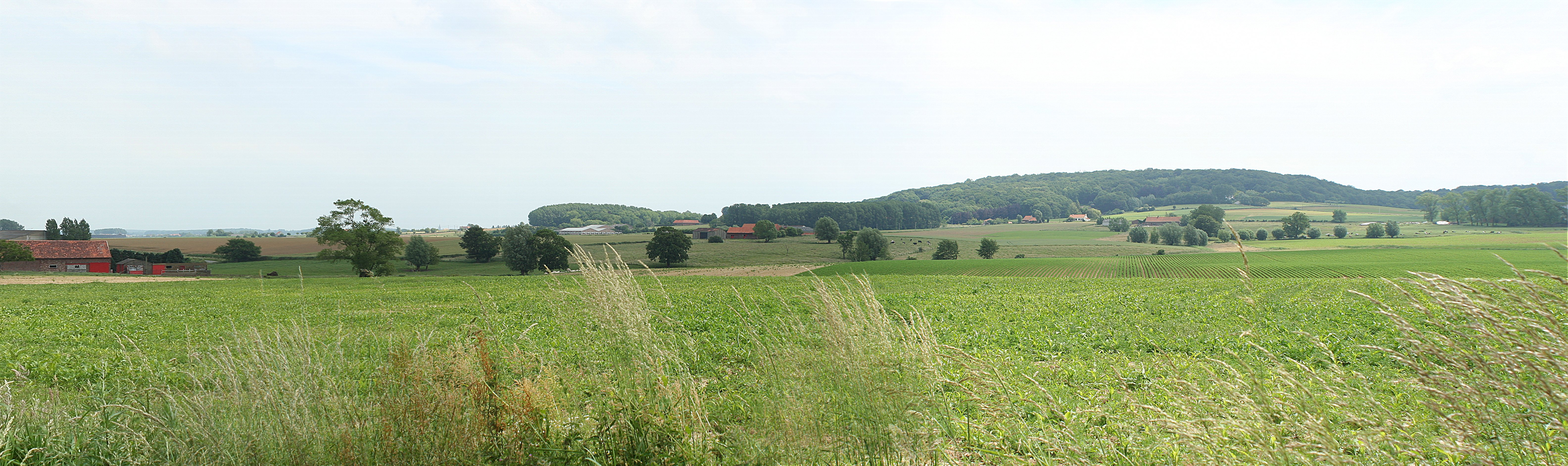
Кеммельберг

Кеммельберг (нидерл. Kemmelberg), также известная как Кеммель — возвышенность близ деревни Кеммель в коммуне Хевелланд (провинция Западная Фландрия), Бельгия. Лесистая гора достигает высоты 154 м, что делает её самой высокой точкой провинции Западная Фландрия. Она входит в цепь фламандских холмов. Вблизи вершины находится раннеготическая башня. Во время Первой мировой войны гора приобрела стратегическое значение. На западном склоне установлен обелиск в память о захоронении французских солдат, а на самой вершине находится военный мемориал. Сегодня Кеммельберг и его окрестности — живописное и популярное место для прогулок. Крутой (до 23 %) подъём, вымощенный булыжником, является ключевым участком велосипедной классики Гент — Вевельгем.

## История

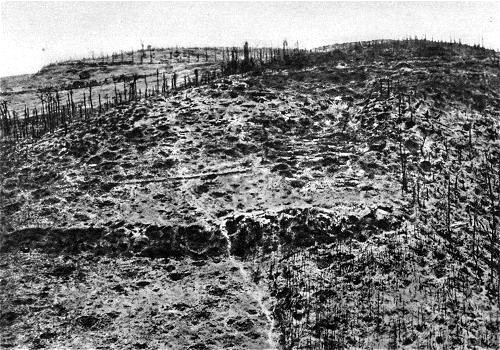
Кеммельберг после боёв 1918 года

Во время Первой мировой войны Антанта использовала Кеммельберг для наблюдения за местностью и координации артиллерийского огня. В ходе Четвёртой битвы при Ипре 25 апреля 1918 года эту укреплённую позицию захватил Баварский лейб-полк под командованием Франца фон Эппа (Альпийский корпус). В память об этом событии в Германии были названы улицы (например, Кеммель-приватвег в Магдебурге) и казармы (например, бывшая Кеммельская казарма в Мурнау, построенная в 1935 году, ныне — бизнес-парк «Кеммельпарк»). В 1952—1956 годах на Кеммельберге был построен командный бункер бельгийской армии, открытый для посещения с 2010 года.
О событиях Первой мировой войны напоминают памятник «Ангел» на горном хребте и французская костница у подножия северо-западного склона.

## Велоспорт

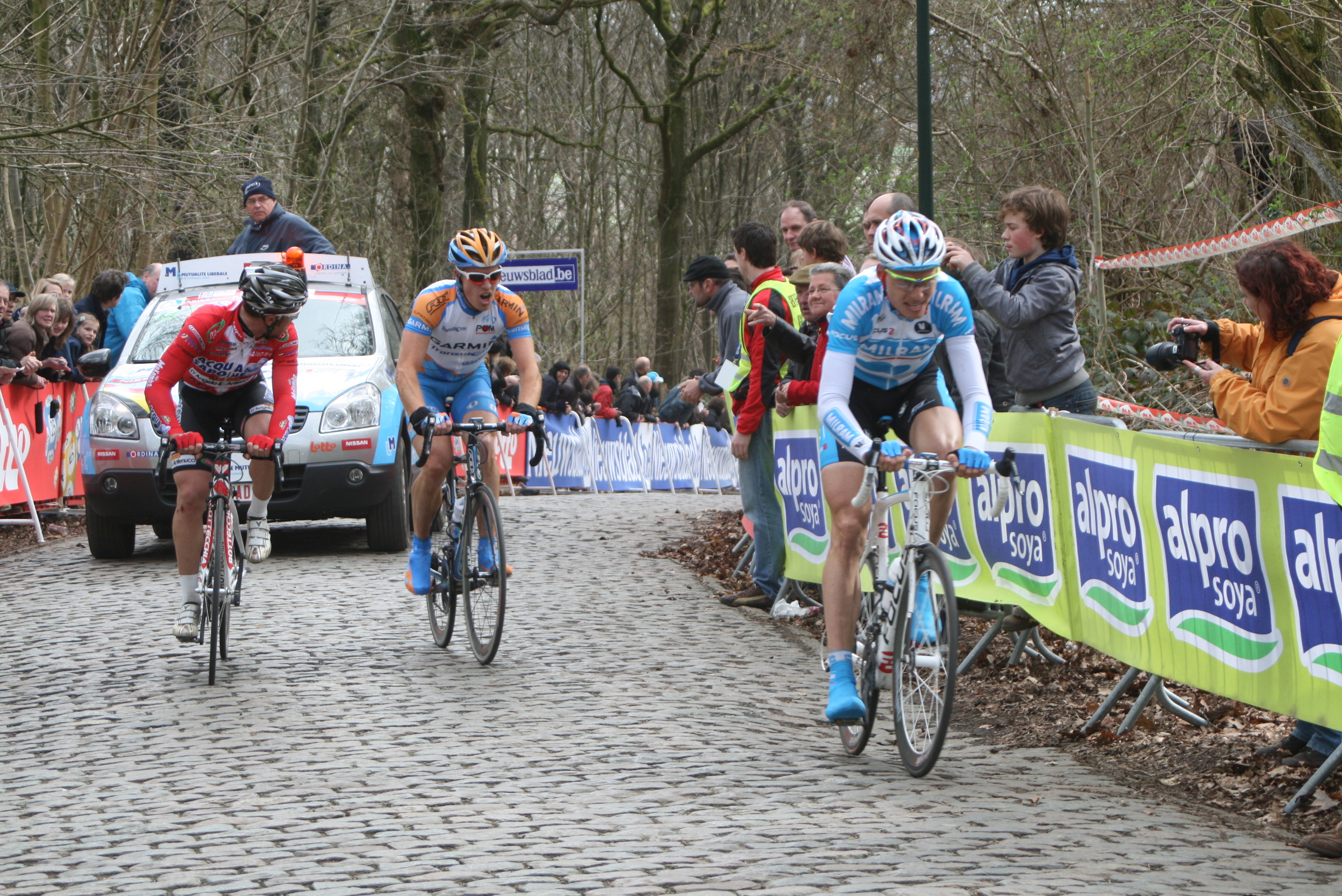
Прохождение Кеммельберга на велогонке Гент — Вевельгем 2010

Многократный подъём на Кеммельберг — ключевая часть однодневной велогонки Гент — Вевельгем. Он часто определяет исход гонки, так как является последним серьёзным подъёмом перед 40-километровым плоским участком через Ипр до Вевельгема. Подъём осуществляется как с северо-запада, так и с юго-востока, оба маршрута вымощены булыжником, в то время как дорога по гребню асфальтирована. Чтобы избежать опасного спуска по булыжнику (особенно в дождь), велогонщики съезжают по узкой дороге «Клокхофвег», ответвляющейся от середины хребта. С градиентами до 23 % подъёмы на Кеммельберг считаются одними из самых сложных на весенних классиках.
Кроме «Гент — Вевельгем», Кеммельберг включается в маршруты таких гонок, как Три дня Западной Фландрии и Четыре дня Дюнкерка.